# 华南中麝鼩
华南中麝鼩（学名：Crocidura rapax），一种分布于中国南方地区的小型哺乳动物，隶属于鼩鼱科麝鼩属。本种由美国动物学家格洛弗·莫里尔·艾伦（Glover Morrill Allen）于1923年描述发表。